# Phycothais
Phycothais là một chi ốc biển, là động vật thân mềm chân bụng sống ở biển thuộc họ Muricidae, họ ốc gai.

## Các loài
Các loài thuộc chi Phycothais bao gồm:
- Phycothais botanica Hedley, 1918[2]
- Phycothais reticulata (Quoy & Gaimard, 1833)[3]